# Motivation (Kelly Rowland-låt)
"Motivation" är en låt framförd av den amerikanska sångerskan Kelly Rowland, tagen från hennes tredje studioalbum Here I Am (2011). Låten skrevs av Jim Jonsin, Rico Love, Daniel Morris och Lil Wayne. Musiken skapades av Jonsin och Wayne bidrar med rapverser.
"Motivation" är en slow jam som gavs ut som skivans amerikanska huvudsingel den 8 april 2011. Vid utgivningen möttes singeln med positiva reaktioner från recensenter som uppskattade dess sexuella dragningskraft. Flera officiella remixversioner skapades, däribland en dubstep-inspirerad elektronisk mix av Diplo och en hiphop-remix med Busta Rhymes, Trey Songz och Fabolous. I USA nådde låten förstaplatsen på R&B-listan Hot R&B/Hip-Hop Songs där den låg kvar sju veckor i rad. På Billboard Hot 100 blev den Rowlands tredje topp-tjugo hit och hennes näst högst listpresterande musiksingel hittills i karriären efter "Dilemma". "Motivation" certifierades platina av RIAA i augusti 2011, och nominerades till en Grammy Award i kategorin "Best Rap/Sung Collaboration".
En tillhörande musikvideo regisserades av Sarah Chatfield som jobbat på Rowlands tidigare video till "Forever and a Day" (2010). Videon innehåller scener där sångerskan utför utmanande rutiner tillsammans med halvnakna bakgrundsdansare i en mörk industrilokal. Hon framförde låten för första gången live vid BET Awards 2011 tillsammans med Trey Songz.

## Format och innehållsförteckningar
| - Digital nedladdning 1. "Motivation" med Lil Wayne – 3:51 - Digital nedladdning (Remixsingel) 1. "Motivation" (Diplo Remix) – 3:56 - Amerikansk Remixsingel (radiosingel) 1. "Motivation" med Busta Rhymes, Fabolous och Trey Songz – 4:34 | - Amerikansk remixsingel (Rebel Rock Remixsingel) 13. "Motivation" med Lil Wayne (Rebel Rock Remix) – 3:41 - Digital nedladdning (Internationell) 1. "Motivation" med Lil Wayne – 3:51 2. "Motivation" (Diplo remix) – 3:57 3. "Motivation" (Explicit Version; Close Captioned), musikvideo – 4:22 |

## Topplistor
| Lista (2012)                          | Topplacering |
| ------------------------------------- | ------------ |
| Australien (ARIA Urban)               | 36           |
| Kanada (Canadian Hot 100)             | 99           |
| Ungern (Hungary Top 10)               | 10           |
| Storbritannien (UK R&B Singles Chart) | 38           |
| Storbritannien (UK Singles Chart)     | 169          |
| USA (Billboard Hot 100)               | 17           |
| USA (Billboard Hot R&B/Hip-Hop Songs) | 1            |